# Hidalgo maidiena
Hidalgo maidiena là một loài bướm đêm trong họ Geometridae.